# Université des Antilles
 (avril 2023).
 (avril 2023).
La mise en forme du texte ne suit pas les recommandations de Wikipédia : il faut le « wikifier ».
Les points d'amélioration suivants sont les cas les plus fréquents. Le détail des points à revoir est peut-être précisé sur la page de discussion.
- Les titres sont pré-formatés par le logiciel. Ils ne sont ni en capitales, ni en gras.
- Le texte ne doit pas être écrit en capitales (les noms de famille non plus), ni en gras, ni en italique, ni en « petit »…
- Le gras n'est utilisé que pour surligner le titre de l'article dans l'introduction, une seule fois.
- L'italique est rarement utilisé : mots en langue étrangère, titres d'œuvres, noms de bateaux, etc.
- Les citations ne sont pas en italique mais en corps de texte normal. Elles sont entourées par des guillemets français : « et ».
- Les listes à puces sont à éviter, des paragraphes rédigés étant largement préférés. Les tableaux sont à réserver à la présentation de données structurées (résultats, etc.).
- Les appels de note de bas de page (petits chiffres en exposant, introduits par l'outil «  Source ») sont à placer entre la fin de phrase et le point final[comme ça].
- Les liens internes (vers d'autres articles de Wikipédia) sont à choisir avec parcimonie. Créez des liens vers des articles approfondissant le sujet. Les termes génériques sans rapport avec le sujet sont à éviter, ainsi que les répétitions de liens vers un même terme.
- Les liens externes sont à placer uniquement dans une section « Liens externes », à la fin de l'article. Ces liens sont à choisir avec parcimonie suivant les règles définies. Si un lien sert de source à l'article, son insertion dans le texte est à faire par les notes de bas de page.
- La présentation des références doit suivre les conventions bibliographiques. Il est recommandé d'utiliser les modèles {{Ouvrage}}, {{Chapitre}}, {{Article}}, {{Lien web}} et/ou {{Bibliographie}}. Le mode d'édition visuel peut mettre en forme automatiquement les références.
- Insérer une infobox (cadre d'informations à droite) n'est pas obligatoire pour parachever la mise en page.

Pour une aide détaillée, merci de consulter Aide:Wikification.
Si vous pensez que ces points ont été résolus, vous pouvez retirer ce bandeau et améliorer la mise en forme d'un autre article.
L’université des Antilles est une université pluridisciplinaire implantée sur deux régions, Guadeloupe et Martinique née de la scission de l’université des Antilles et de la Guyane (UAG) en 2014, en université de Guyane, d’une part et en université des Antilles, d’autre part.
Elle comprend l'une des 204 écoles d'ingénieurs françaises accréditées au 1er septembre 2020 à délivrer un diplôme d'ingénieur.
Il s'agit de l'unique université française et européenne située dans l'espace caribéen.

## Histoire
À la suite de la décision de création de l’université de Guyane, l’université des Antilles et de la Guyane (UAG) devient en juillet 2014, l’université des Antilles (UA) portée par des pôles autonomes (Guadeloupe et Martinique).
Elle comprend deux pôles, un en Guadeloupe et un en Martinique. Chaque pôle possède, à travers son conseil académique, un pouvoir décisionnel et gère de façon autonome l’administratif, les finances et l'organisation de ses formations.

## Présidents
| Identité                               | Période         | Période                  | Durée                     |
| Identité                               | Début           | Fin                      | Durée                     |
| -------------------------------------- | --------------- | ------------------------ | ------------------------- |
| Corinne Mencé-Caster (d) (née en 1970) | 25 juin 2015    | 31 août 2016 (démission) | 1 an, 2 mois et 6 jours   |
| Eustase Janky (d) (né en 1952)         | 25 janvier 2017 | 25 janvier 2022          | 5 ans                     |
| Michel Geoffroy (d)                    | 14 février 2022 | En cours                 | 3 ans, 5 mois et 17 jours |

## Composantes
Les composantes de l'université des Antilles sont :

### Unités de formation et de recherche

#### En Guadeloupe

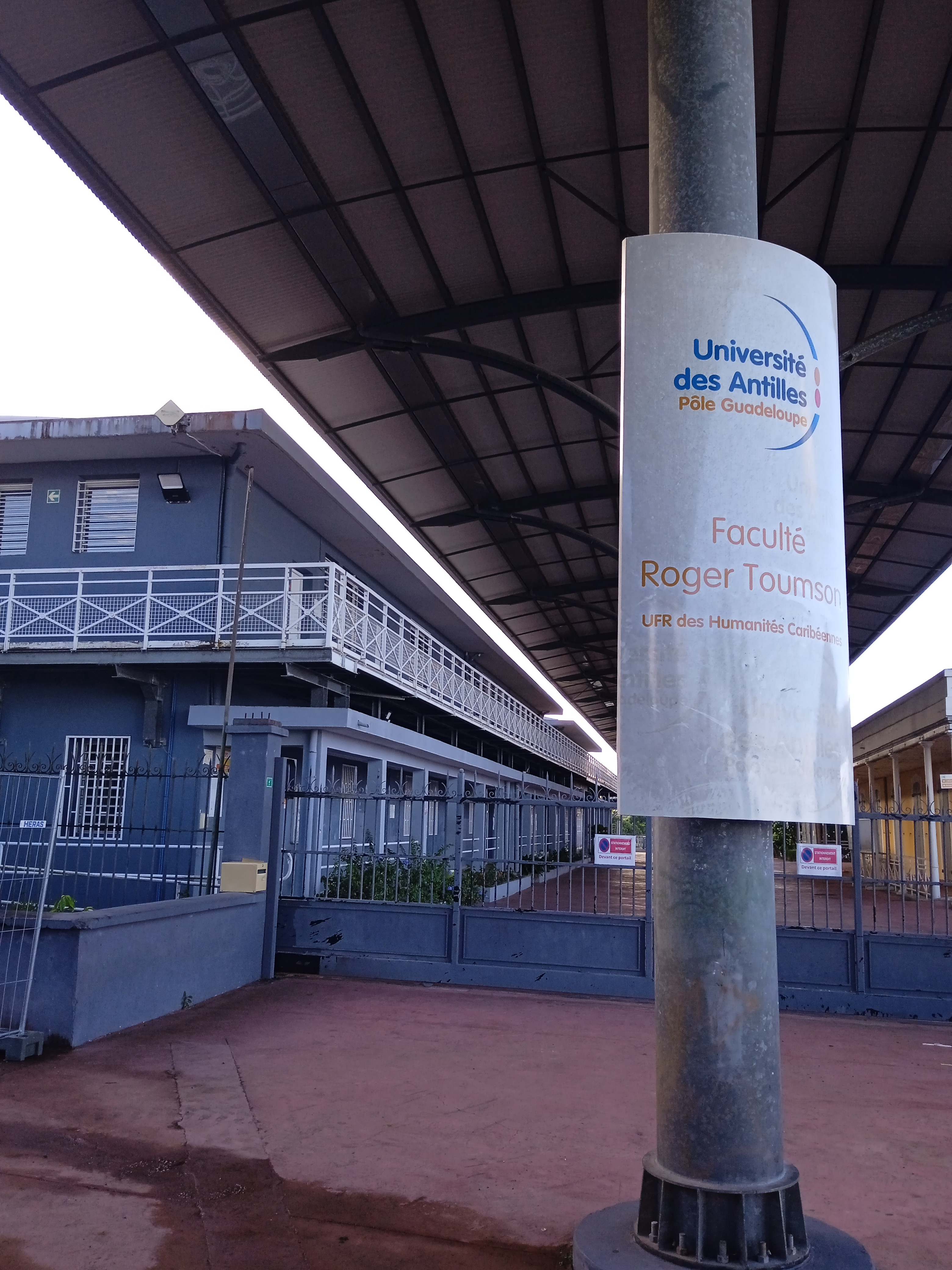
Faculté Roger-Toumson à Saint-Claude.

- UFR des sciences juridiques et économiques de la Guadeloupe à Pointe-à-Pitre.
- UFR des sciences exactes et naturelles à Pointe-à-Pitre. Cette UFR possède une école d'ingénieurs intégrée[8].
- UFR des sciences médicales : il s'agit d'une UFR transversale basée sur les CHU de Martinique et de Guadeloupe à Pointe-à-Pitre.
- UFR de sciences et techniques des activités physiques et sportives (STAPS) à Pointe-à-Pitre[9] .
- Faculté Roger-Toumson - UFR des humanités caribéennes, ancien département pluridisciplinaire de lettres, langues et sciences humaines (DPLSH) à Saint-Claude[10].

#### En Martinique
- UFR de droit et d'économie de la Martinique à Schœlcher.
- UFR de sciences et technologie de l'environnement, ancien Département scientifique inter-facultaire (DSI) à Schœlcher.
- UFR des lettres et sciences humaines Jean Bernabé[11] à Schœlcher.
- UFR des sciences médicales (site du CHU de La Meynard  à Fort-de-France) : il s'agit d'une UFR transversale.

### Instituts

#### En Guadeloupe

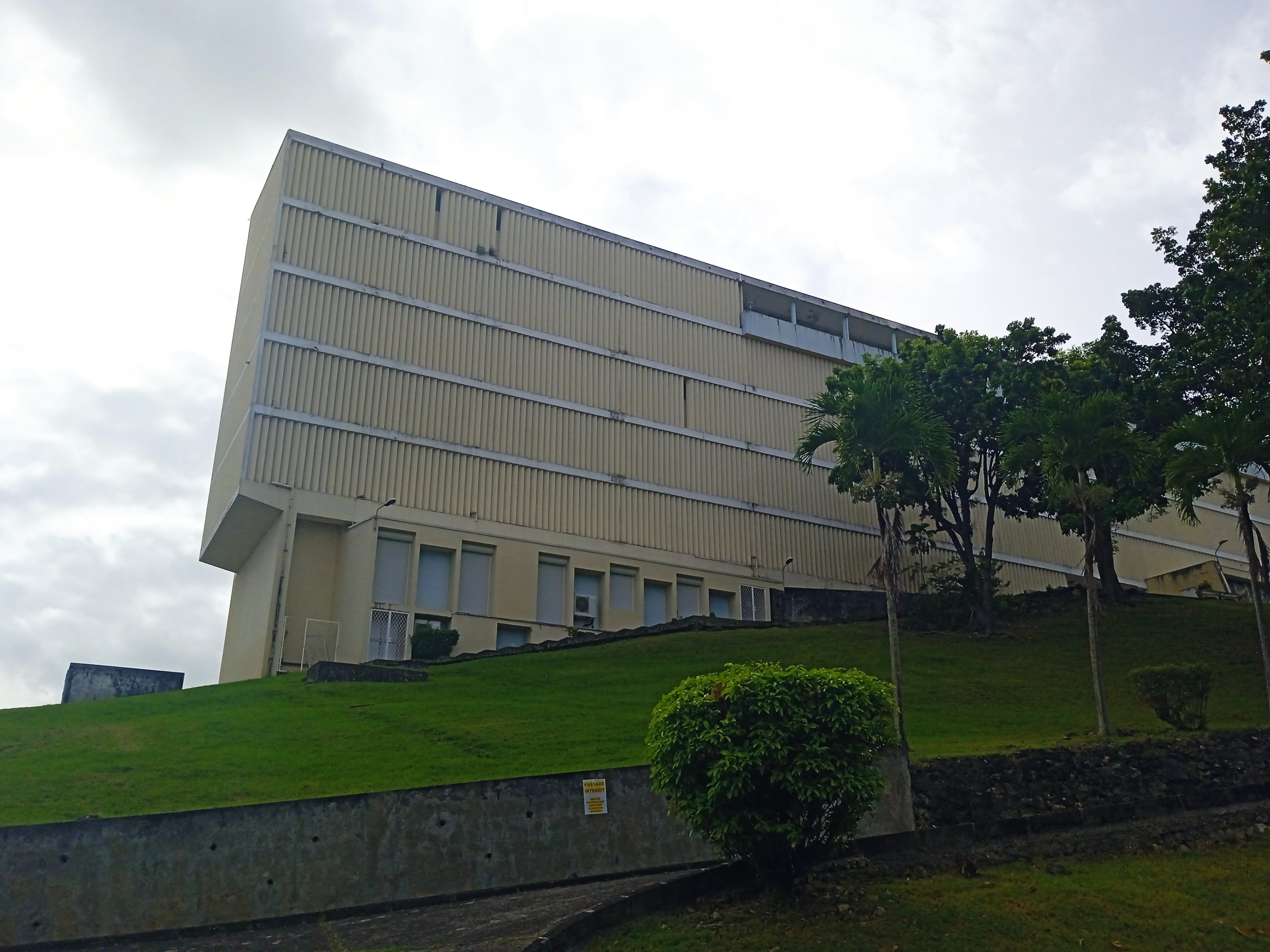
Bâtiment de l'Inspé de Guadeloupe

- Institut de recherche en mathématiques (IREM)
- Institut supérieur d'études francophones (ISEF)
- Institut universitaire de technologie (IUT) de Guadeloupe
- Institut national supérieur du professorat et de l'éducation (Inspé) de Guadeloupe

#### En Martinique
- Institut d'études judiciaires à Schœlcher
- Institut de préparation de l'administration générale (IPAG)
- Institut de recherche en mathématiques (IREM)
- Institut supérieur d’études francophones (ISEF)
- Institut universitaire de technologie (IUT) de Martinique
- Institut national supérieur du professorat et de l'éducation (Inspé) de Martinique

### Documentation
L'université des Antilles dispose de sept bibliothèques, quatre en Guadeloupe et trois en Martinique réunies autour du Service commun de la documentation qui coordonne la politique documentaire. Deux constructions ont vu le jour au XXIe siècle, l'extension de la bibliothèque du campus de Schoelcher et la bibliothèque du campus de Saint-Claude.
Les bibliothèques servent la communauté universitaire mais sont également fréquentées par des publics extérieurs qui peuvent s'y inscrire.

#### Services et collections
Créés dès les débuts du Centre universitaire Antilles-Guyane, dans les années 1970, les services documentaires de l'Université ont connu de nombreuses évolutions au cours du temps. Ils sont aujourd'hui composés, sur chaque territoire de bibliothèques spécialisés (éducation, santé) et de bibliothèques pluridisciplinaires qui proposent, au-delà des services traditionnels et des confortables espaces de travail, des services innovants à leurs usagers, tels que le prêt autonome ou le dispositif e-learning de formation à la méthodologie documentaire. Ils donnent accès à environ 100 000 ouvrages imprimés ainsi qu'à des périodiques, des DVD, bandes dessinées... Les collections caribéennes comportent environ 30 000 volumes et bénéficient du label Collex. Une grande partie de ce fonds documentaire est conservé à l'espace Caraïbe de la bibliothèque du campus de Schoelcher. D'importantes collections numériques complètent l'offre documentaire. Aux abonnements aux revues universitaires internationales et collections de ebook de grands éditeurs, s'ajoutent des produits plus originaux tel que l'atlas 3D. Le Service commun de la documentation administre également les plateformes de diffusion en libre accès des thèses et publications scientifiques de l'Université des Antilles.

#### La bibliothèque numérique Manioc
Le Service commun de la documentation de l'Université des Antilles pilote également la bibliothèque numérique Manioc ouverte en 2009. Bibliothèque numérique collaborative qui associe plus d'une dizaine d'établissements, Manioc propose des documents sur la Caraïbe, l'Amazonie, le Plateau des Guyanes et les thématiques liées à ces territoires. Plusieurs milliers de documents (livres anciens, conférences contemporaines...) sont consultables et téléchargeables librement depuis l'adresse http://www.manioc.org. La bibliothèque numérique propose également une recherche fédérée interrogeant de nombreuses ressources et l'accès à des projets dont elle soutient l'édition numérique telle que la base trilingue TRAMIL, spécialisée sur les plantes médicinales de la Caraïbe. Les opérations de numérisation sont financées par l'Université des Antilles, par les partenaires, et, en grande partie par la Bibliothèque nationale de France dans le cadre du dispositif des pôles associés. Manioc est partenaire de Gallica.
Le Service commun de la documentation de l'Université des Antilles est membre de l'association des bibliothèques de la Caraïbe ACURIL.

## Campus
L'université des Antilles dispose de 7 campus : 
- Quatre en Guadeloupe : Campus de Fouillole et Légitimus (Pointe-à-Pitre), campus des Abymes (site de l'ESPE de Guadeloupe) et campus de Camp Jacob à Saint-Claude .
- Trois en Martinique : campus de Schœlcher, campus de Fort-de-France (site de l'ESPE) et CHU de La Meynard.

## Programme internationaux
Depuis 2007-2008, a été mise en place une filière intégrée de sciences politiques en cinq ans, appelée programme « France Caraïbe ». Associant l'Institut d'études politiques de Bordeaux (France), l’Université des Indes Occidentales (Jamaïque) et l'Université des Antilles (Martinique), ce programme se déroule à Sciences Po Bordeaux, sur le campus de l’Université des Antilles situé à Schoelcher en Martinique et sur le campus de UWI situé à Mona, Kingston à la Jamaïque .
Elle est accessible aux étudiants justifiant d'un niveau bac+1, et soumis à un concours d'entrée pour les étudiants français.
La validation de la formation France-Caraïbe conduit à l’obtention des diplômes des trois établissements partenaires : le diplôme de Sciences Po Bordeaux, le Master de Science politique de l’UA, le Master de Science politique de l’Université des Indes Occidentales (UWI).

## Personnalités liées à l'université

### Enseignants[14]
- Eustase Janky, professeur de médecine, praticien hospitalier et anciennement président de l'université des Antilles,
- Michel Geoffroy, professeur des universités de mathématiques et actuel président de l'université des Antilles
- Pierre Yves Chicot, professeur des universités et avocat[15]
- Dominique Blanchet, professeur des universités, enseignant en droit public et spécialiste du droit de l'urbanisme[16]
- Jean-Gabriel Montauban, professeur des universités en économie[17]
- Vincent Valmorin, professeur des universités en mathématiques
- Célia Jean-Alexis, professeur des universités de mathématiques
- Christophe Roos, professeur des universités dans le domaine des sciences des matériaux
- Narcisse Zahibo, professeur des universités en physiques
- Olivier Gros, professeur des universités en biologie des organismes
- Louis Jehel, professeur des universités - praticien hospitalier
- Gladys Loranger-Merciris, professeur des universités et docteur en écologie des sols
- Cristel Onesippe-Potiron, professeur des universités et docteur en chimie théorique physique et analytique
- Philippe Joseph, professeur des universités, biogéographe et écologue
- Pascal Saffache, professeur des universités en géographie
- Fred Reno, professeur des universités en sciences politiques
- Justin Daniel, professeur des universités en sciences politiques
- Karine Bénac-Giroux, maîtresse de conférence (HDR) en arts du spectacle
- Raphaël Confiant, professeur de langue et littérature créoles
- Fred Constant, professeur de sciences politiques.
- Suzanne Dracius, professeur de littérature
- Georges Voisset, professeur de littérature comparée

## Évolution démographique
Évolution démographique de la population universitaire 

| 2014   | 2015   | 2016   | 2017   | 2018   | 2019   | 2020   | 2021   |
| ------ | ------ | ------ | ------ | ------ | ------ | ------ | ------ |
| 10 794 | 11 409 | 11 086 | 11 173 | 10 990 | 11 348 | 12 446 | 12 430 |

| 2022   | - | - | - | - | - | - | - |
| ------ | - | - | - | - | - | - | - |
| 11 593 | - | - | - | - | - | - | - |